# Post-mortem-Analyse
Die Post-mortem-Analyse ist im Allgemeinen eine Analyse, die nach dem Ende des zu analysierenden Ereignisses durchgeführt wird. Dies kann die unterschiedlichsten Bereiche betreffen, so wird zum Beispiel beim Schachspiel die Partie nach dem Ende, also „post mortem“ (lat. für: nach dem Tod, hier also metaphorisch gebraucht), noch einmal analysiert, indem jeder Zug systematisch durchgespielt und mögliche Varianten betrachtet werden.
Im Projektmanagement findet die Post-mortem-Analyse vor allem im Teil der Risikoanalyse Anwendung.
Sie dient zur Ermittlung und zur Verarbeitung von Erfahrungen bei der Durchführung von Projekten
und wird rückblickend, das heißt nach dem Erreichen des Projektendes oder eines Projektmeilensteins, durchgeführt.
Nach der Auswertung des Projekts und der Analyse des Projektverlaufs werden die gesammelten Daten dokumentiert und gespeichert, so dass sie für zukünftige Projekte zur Verfügung stehen.

## Ziele
- Ermittlung, Verarbeitung und Dokumentation der positiven und negativen Erfahrungen des Projektteams
- gemeinsames Erkennen eventueller Fehler
- Lernen aus den Fehlern führt zu Prozessverbesserung

## Ablauf
Bei der Durchführung einer PMA gibt es einen Leiter der von einem Team unterstützt wird. Außerdem ist das Projektteam des zu analysierenden Projekts beteiligt.
1. Festlegen der Rahmenbedingungen
2. Ermittlung und Sammeln der Daten des Projekts wie z. B. Kosten, Qualität und den Zeitplan
3. Analyse des Projekts, Zusammentragen der Erfahrungen
4. Herausfiltern wichtiger Erfahrungen
5. abschließender Bericht (Report) wird erstellt und veröffentlicht

### Methoden der Projektanalyse
Der Teil der Analyse des Projekts und das Sammeln der Erfahrungen wird als der wichtigste Schritt der PMA angesehen. Als Methoden für diese Erfahrungserhebung dienen:
- Interviews
- Fragebögen
- Gruppendiskussionen

## Vorteile und Schwierigkeiten
Vorteile:
- Der Ablauf ist frei gestaltbar, dadurch ist eine individuelle Anpassung an das Projekt möglich
- Einbeziehung möglichst aller Projektmitglieder
- nach Abschluss des Projekts werden keine weiteren Vorbereitungen durch das Projektteam benötigt
- schnelles Lernen durch Erkennen der Fehler, dadurch sind Verbesserungen am nächsten Projekt möglich

Schwierigkeiten:
- Zeitintensivität, oftmals bleibt nach Abschluss eines Projekts keine Zeit, um zurückzublicken
- mögliche Konflikte im Projektteam, z. B. durch Erkennen der Fehler und gegenseitiges Schuldzuschieben
- Schwierigkeit der Beteiligung aller Projektteilnehmer, z. B. bei großen Projekten oder wenn Projektmitglieder an verschiedenen Orten arbeiten